# 오우라 천주당

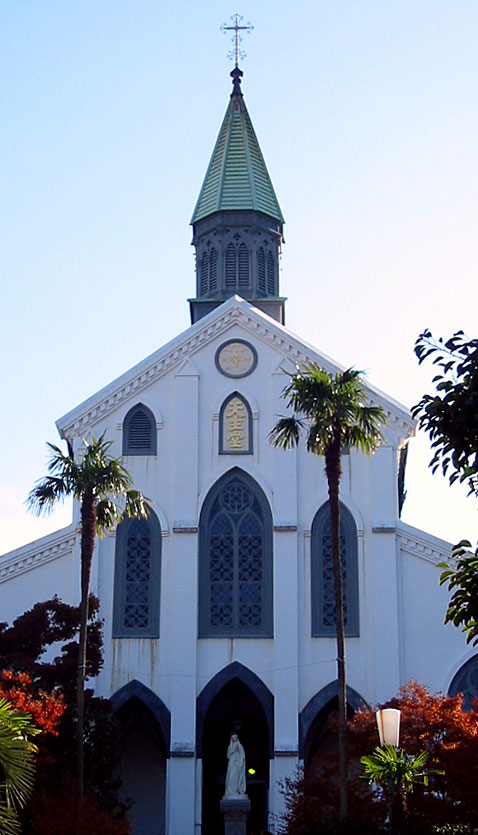
외관

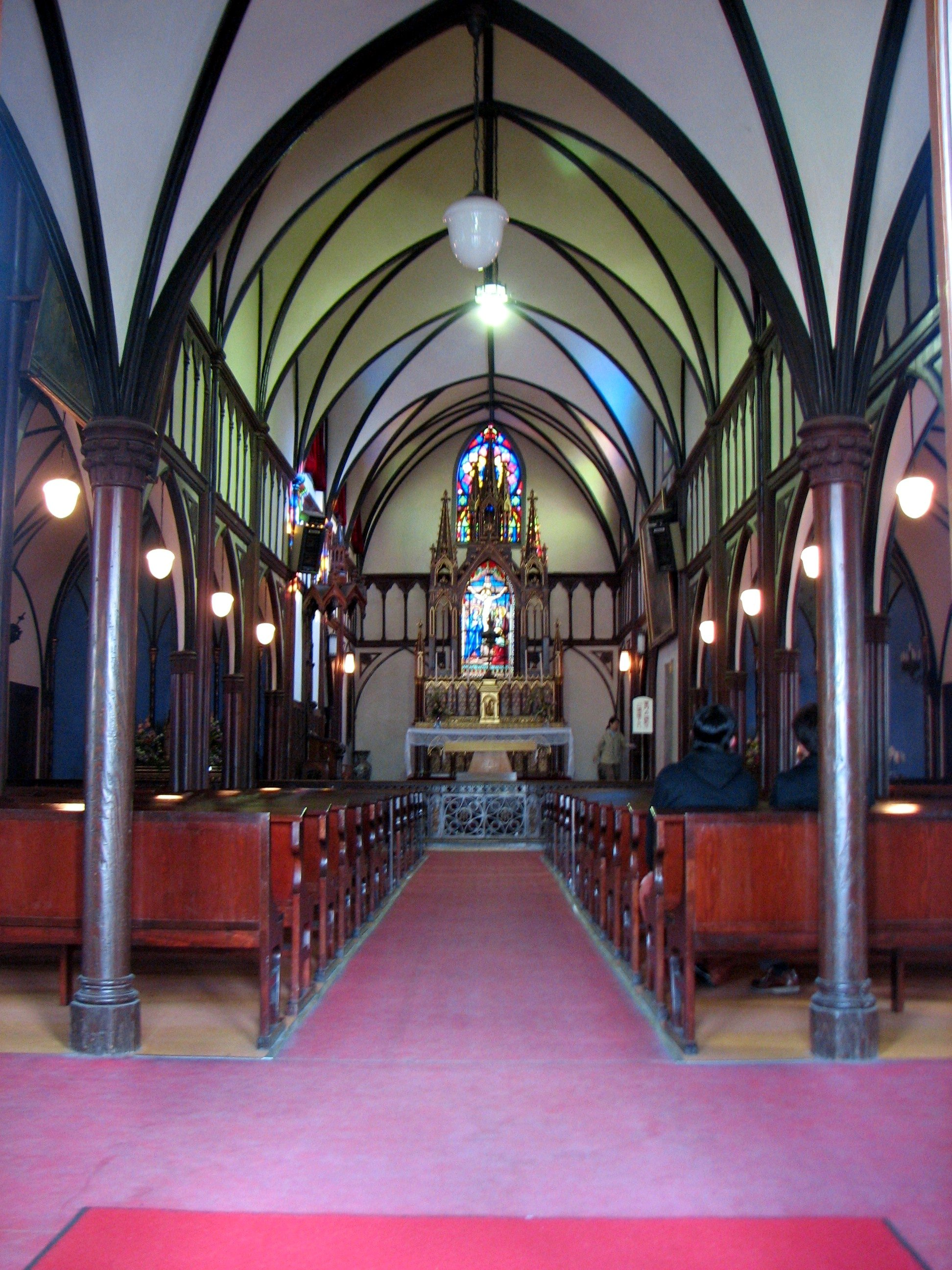
내부

오우라 천주당(일본어: 大浦天主堂、おおうらてんしゅどう 오우라 텐슈도[*]))은 일본 나가사키에 있는 로마 가톨릭교회 성당이다. 일본 26위 성인 성당(日本二十六聖殉教者堂)이라고도 불리며, 1853년 일본 정부의 쇄국주의가 끝난 후에 곧바로 건립되었다. 일본의 국보 가운데 유일한 서양식 건물이면서 일본에서 가장 오래된 성당이기도 하다.

## 같이 보기
- 일본 26 성인 기념관